# Südgeorgien
Südgeorgien (englisch: South Georgia, spanisch: Isla San Pedro oder Georgia del Sur) ist sowohl der Name einer einzelnen Insel als auch die Bezeichnung der Inselgruppe, zu der sie gehört. Das Gebiet zählt politisch zum britischen Überseegebiet Südgeorgien und die Südlichen Sandwichinseln und wird, wie die Falklandinseln, von Argentinien beansprucht.

## Geographie
Die Hauptinsel Südgeorgien liegt im Südatlantik etwa 1900 km östlich der Ostküste Südamerikas (Argentinien) und knapp 1500 km östlich der vorgelagerten Falklandinseln. Sie ist die größte Insel des Südantillenrückens. Dieses Gebirge verläuft als Verlängerung der Anden von Feuerland in einer Schleife zum antarktischen Kontinent, größtenteils unter der Meeresoberfläche. An vier Stellen erhebt es sich aus dem Ozean – eine davon ist Südgeorgien.

### Inseln und Inselgruppen
Zum Inselgebiet Südgeorgien gehören folgende Inselgruppen und einzelne Inseln:
- die Hauptinsel Südgeorgien
- die Gruppe der Pickersgill-Inseln
- die Gruppe der Welcome Islands
- die Gruppe der Willisinseln
- Annenkov Island
- Bird Island
- Cooper-Insel
- Grass Island
- die Klippen Clerke Rocks und Shag Rocks (mit dem Black Rock)

### Landschaft

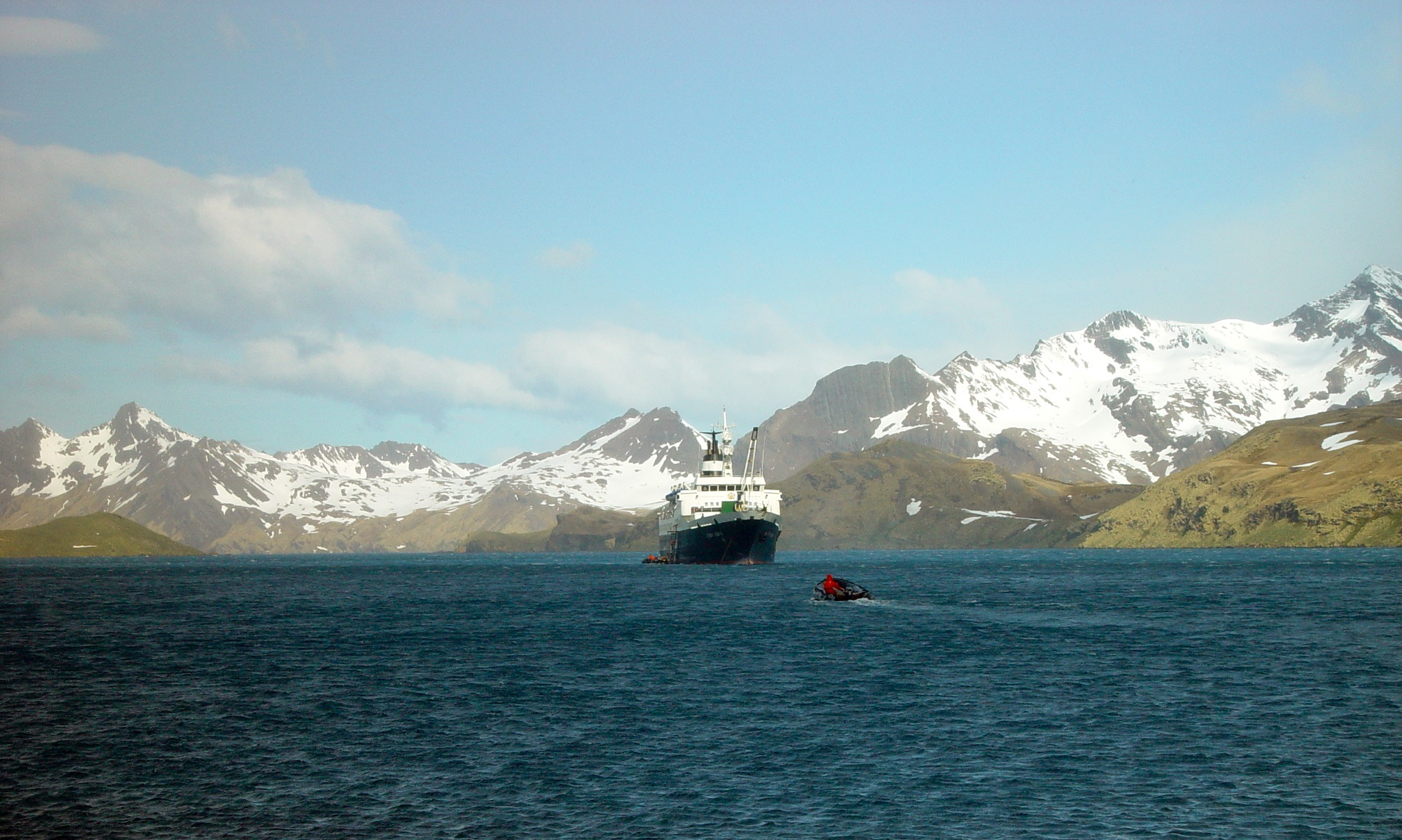
Stromness Bay in Südgeorgien

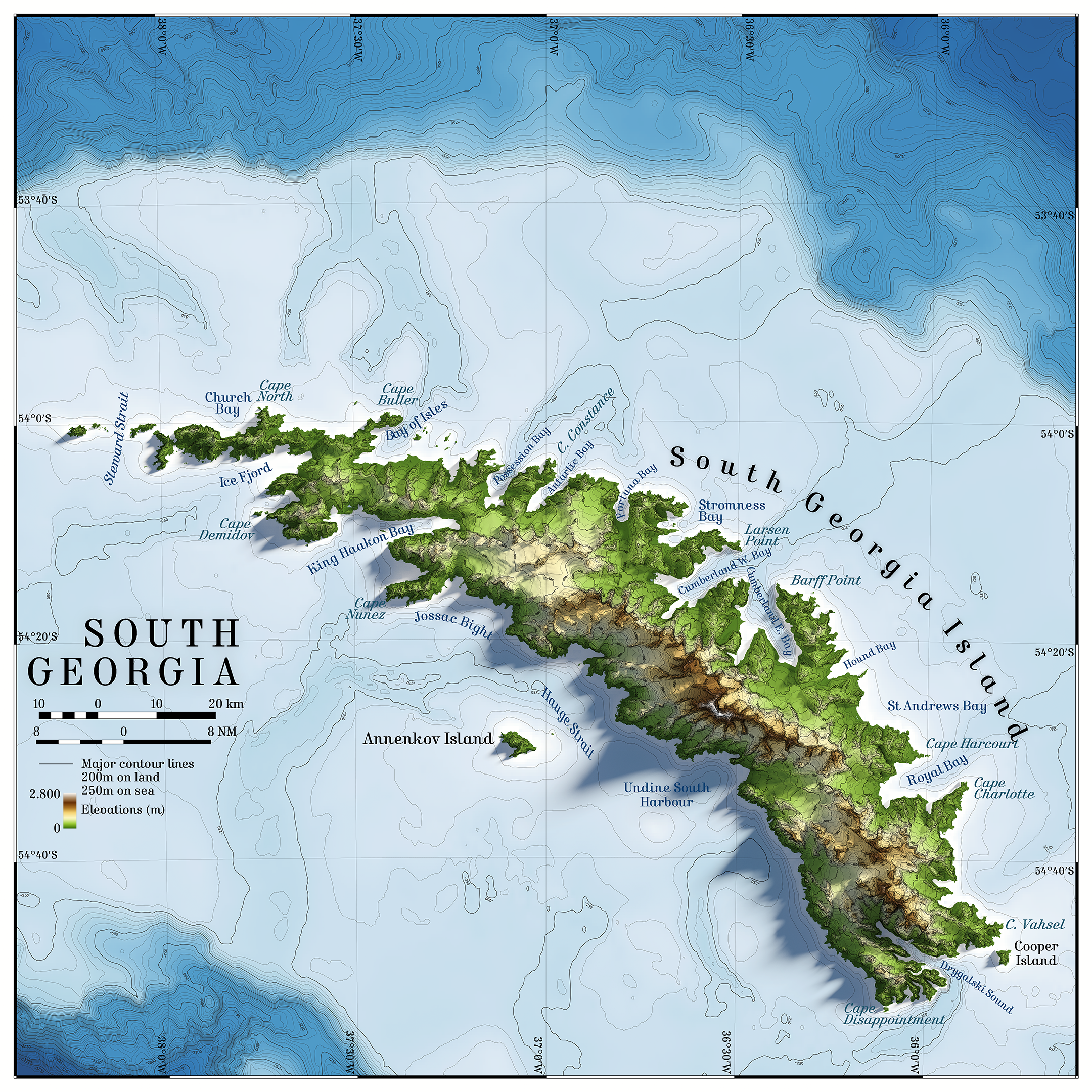
Topographie der Insel

Die Hauptinsel Südgeorgien ist rund 160 Kilometer lang und bis zu 30 Kilometer breit. Sie umfasst eine Fläche von 3756 km², also über 96 % der gesamten Landfläche von Südgeorgien und den Südlichen Sandwichinseln (3903 km²). Die gebirgige, zerklüftete und zumeist von Eis bedeckte Landschaft macht den Großteil der Hauptinsel und der anderen zum Gebiet zählenden Inseln schlecht bewohnbar. Elf Berge Südgeorgiens sind über 2000 m hoch; als höchste Erhebung gilt der Mount Paget mit 2934 m.

## Bevölkerung

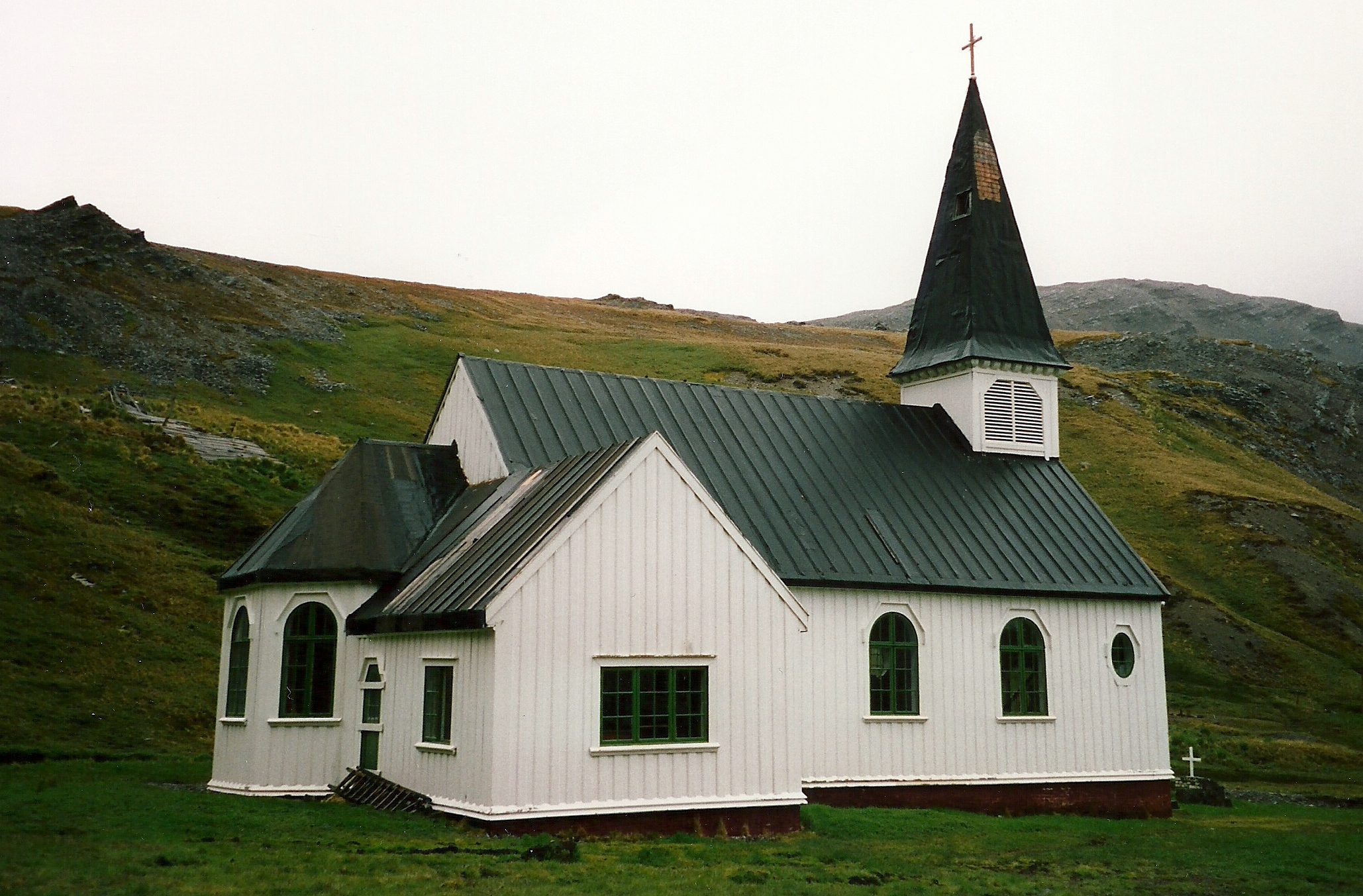
Die Kirche von Grytviken wurde 1913 als einzige Kirche auf der Insel erbaut.

Südgeorgien hat keine dauerhafte zivile Bevölkerung. Meistens halten sich aber doch ganzjährig Regierungsbeamte, Forscher oder sonstiges Personal auf der Insel auf. An der Ostküste der Insel befindet sich mit Grytviken der ehemalige Hauptort Südgeorgiens, der jedoch nicht mehr ganzjährig bewohnt wird. Zwei entsandte Regierungsbeamte mit Ehepartnern sind in dem etwa einen Kilometer entfernten King Edward Point permanent stationiert. Im Sommer leben dort auch bis zu vier Museumsangestellte des Südgeorgien-Museums. Im Winter leben neun Forscher des British Antarctic Survey in King Edward Point, im Sommer sind es bis zu 18 Personen. Zu den Aufgaben der Regierungsbeamten gehört das Amt des Hafenkapitäns, die Aufsicht über Grenzkontrolle und Zoll, Fischereiwesen und Tourismus. Dazu kommen etwa 25 Mitarbeiter des British Antarctic Survey in der Station am King Edward Point und in der Station auf Bird Island an der Nordwestspitze der Insel. Die Regierung des Überseegebiets Südgeorgien und die Südlichen Sandwichinseln selbst residiert in Stanley auf den Falklandinseln. Die regelmäßige Anwesenheit von Mitarbeitern auf der Station dient auch dem politischen Zweck, den britischen Anspruch auf Souveränität über die Insel gegenüber Argentiniens Gebietsansprüchen zu untermauern.

## Flora und Fauna

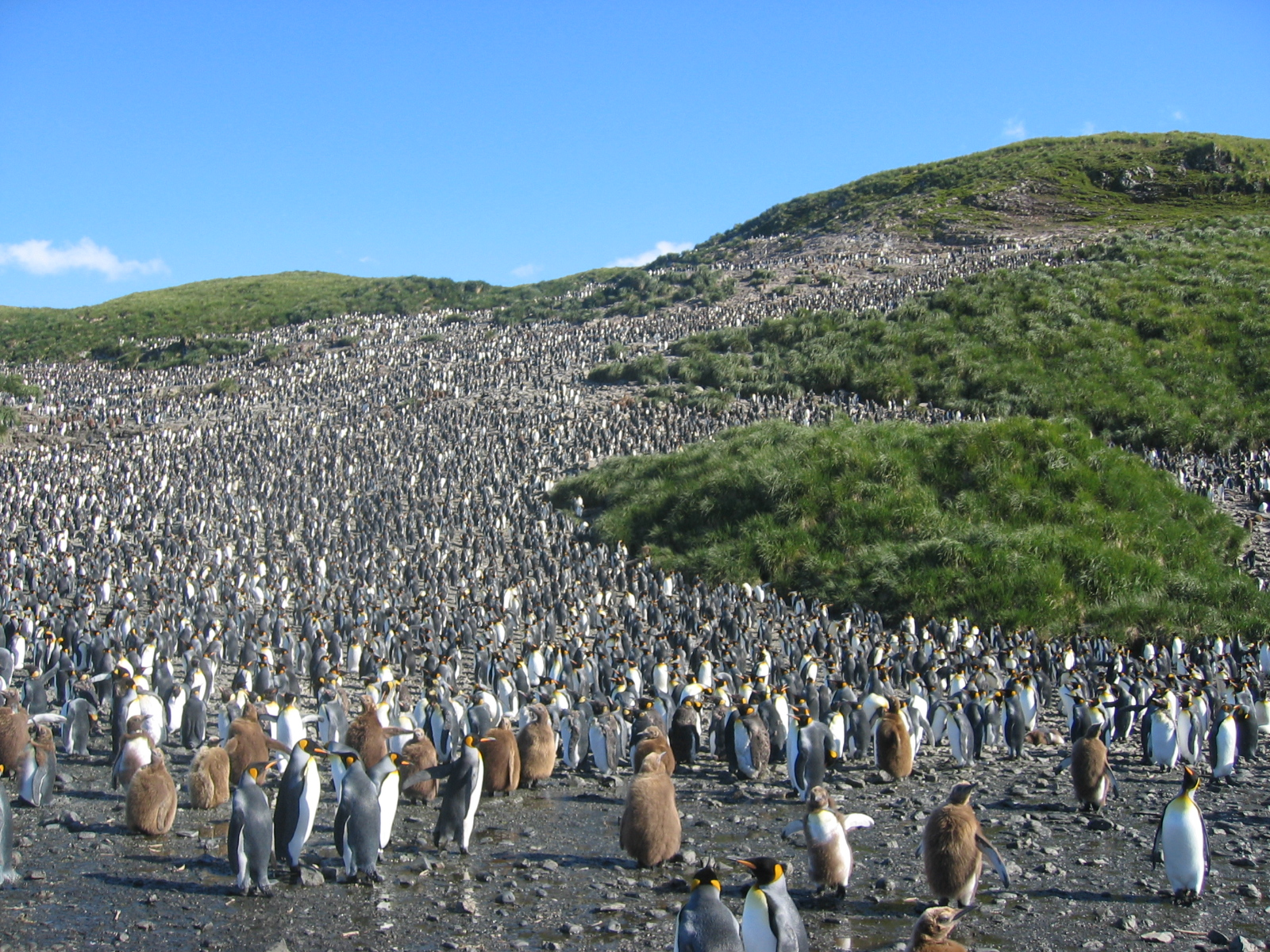
Königspinguin-Kolonie

Die Pflanzenwelt Südgeorgiens beschränkt sich auf die Hänge und Ebenen der Fjordregionen. Man kennt etwa 50 Arten höherer Pflanzen, die auf Südgeorgien wachsen, es dominieren Tussock-Graslandschaften. Ebenso finden sich Moose und Flechten. Bäume und Sträucher fehlen gänzlich.
Südgeorgien gilt als eines der wichtigsten Brutgebiete des Königspinguins. Es wird geschätzt, dass dort etwa 400.000 Tiere dieser Art leben. Der Bestand an Goldschopfpinguinen wird auf rund fünf Millionen Exemplare geschätzt. Des Weiteren stellt Südgeorgien einen wichtigen Lebensraum für See-Elefanten und Antarktische Seebären dar. Daneben kommen vier weitere Robbenarten vor: Seeleopard, Krabbenfresser, Weddell-Robbe und Subantarktischer Seebär.
Rentiere, Ratten und Mäuse wurden vom Menschen ausgesetzt oder eingeschleppt. 2009 startete ein Projekt mit dem Ziel, die seit dem 19. Jahrhundert entstandene Rattenpopulation wegen der ökologischen Schäden ab 2011 innerhalb von vier Jahren durch Einsatz von Brodifacoum wieder vollständig zu beseitigen. In Phase 1 wurden 2011 bereits erste Erfolge erzielt. In Phase 2 (2013) und 3 (2015) wurden Köder im gesamten von Ratten besiedelten Gebiet ausgebracht. Eine lokale Begrenzung der Bekämpfung war nur möglich, weil die bis ins Meer reichenden Gletscher eine natürliche Barriere für Ratten darstellen, zusätzlich auch die hohen Berge. Das Monitoring wurde bis Ende 2017 aufrechterhalten. Im Mai 2018 wurde gemeldet, dass die Aktion erfolgreich abgeschlossen wurde und es keine Ratten mehr auf Südgeorgien gibt. Der großflächige Einsatz von Rattengift hatte auch tödliche Vergiftungen von Vögeln und anderen Tieren zur Folge.
Im November 1911 unternahmen Carl Anton Larsen und Lauritz Edward Larsen bei Ocean Harbour den Versuch, Rentiere (Rangifer tarandus) auf Südgeorgien anzusiedeln. 1912 und 1925 wurden zwei weitere Versuche unternommen. Seitdem war die Zahl der Rentiere dramatisch angestiegen (von anfangs 10 Tieren auf über 6600). Dies hatte eine zerstörerische Wirkung auf die einheimische Vegetation und dadurch auch auf die Meeresvogelwelt. Vor allem das Tussockgras, die Blütenpflanzen und die Flechten litten unter dem Fraßdruck. Ab 2013 wurden die Rentiere daher durch norwegische Rentierspezialisten mit einer Kombination von Zusammentreiben und Bodenjagd wieder entfernt. Bereits 2014 wurde die Aktion erfolgreich abgeschlossen. Das Fleisch wurde auf den Falklandinseln zum Verkauf angeboten.
Eine Beobachtungsstation für Seevögel und Robben befindet sich auch auf Bird Island, einer kleinen Insel vor der Nordwestspitze Südgeorgiens.

## Klima

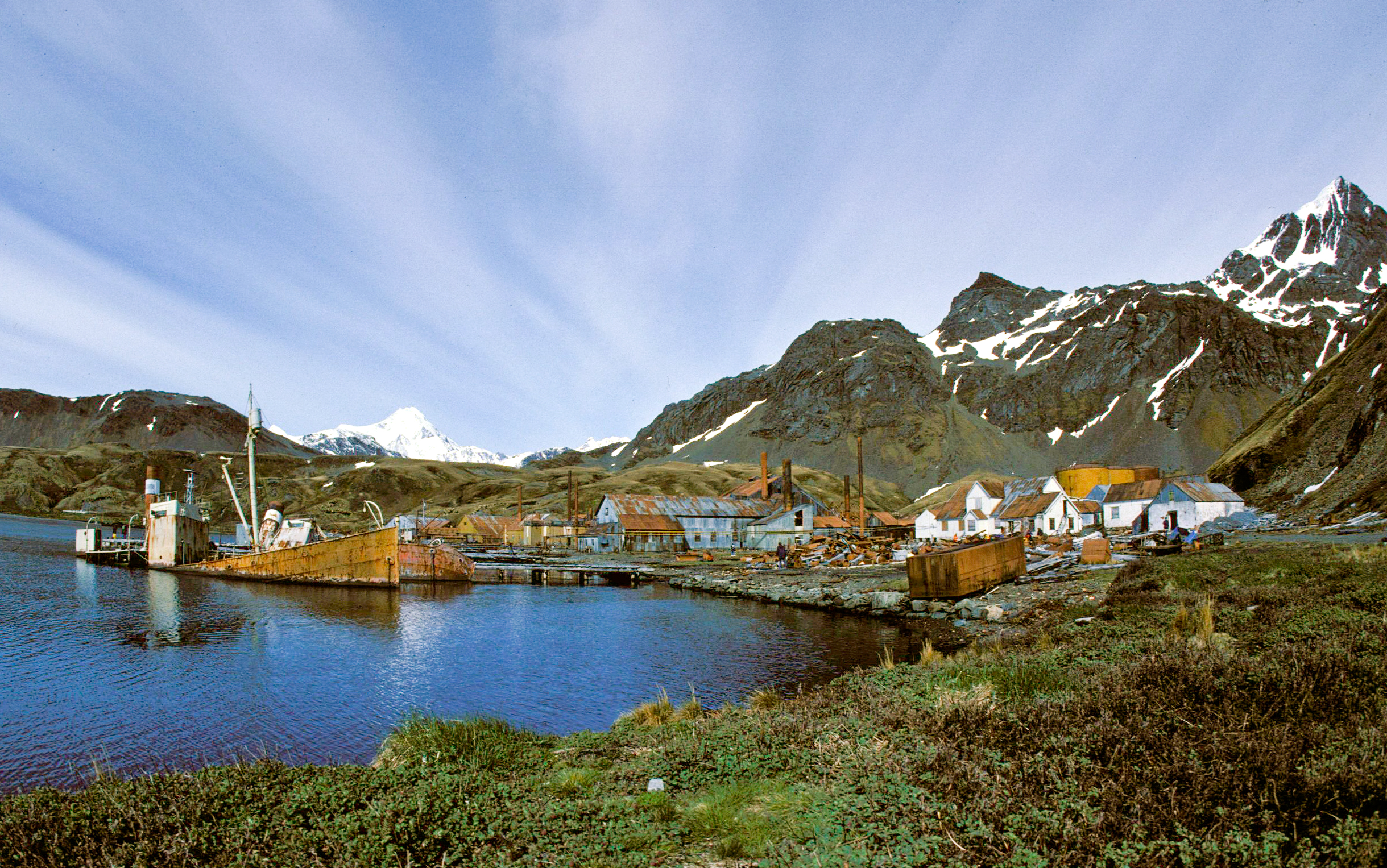
Grytviken 1989

Die Südküste ist den ständigen Weststürmen der Furious Fifties ausgesetzt, deshalb ist die Witterung kalt, stürmisch und im Allgemeinen sehr unwirtlich. Man spricht hier von einer Windwüste. Die Nordküste liegt im Windschatten der Berge; die Witterungsbedingungen sind deutlich angenehmer und die Buchten nicht so stark dem Wind ausgesetzt.
Südgeorgien liegt nach solaren Kriterien am polnahen Rand der kühlgemäßigten Klimazone der Südhalbkugel (vom Breitengrad vergleichbar mit Kiel auf der Nordhalbkugel, klimatisch jedoch eher vergleichbar mit der Südküste Islands). Aufgrund des prägenden ozeanischen Einflusses – der über das Jahr nur mäßige Temperaturschwankungen mit sich bringt, jedoch Nebel und Nieselregen verursacht, der das ganze Jahr über anhält – wird die thermische Zuordnung uneinheitlich von kühl- über kaltgemäßigt bis (sub)polar vorgenommen. Nach Köppen & Geiger herrscht Tundrenklima, da der wärmste Monat zwischen 0 ° und 10 °C liegt. Eine genauere hygrothermische Zuordnung nehmen Troll & Paffen vor: Demnach handelt es sich um ein subpolares, hochozeanisches Klima mit Jahresschwankungen unter 13 K, mäßig kalten, schneearmen Wintern und kühlen Sommern, die als Vegetation nur baumfreies, subpolares Grasland und Moore (jedoch keine „echte“ Tundra) zulassen.
Im Winter (Juni bis August) ist der Großteil der Insel mit Schnee bedeckt, jedoch gibt es auch einige Küstenstreifen, die das ganze Jahr weitgehend schneefrei bleiben. So liegen die Temperaturen im Juli tagsüber knapp über 0 °C, nachts ist es frostig. Dazu kommen häufig Schneestürme und tagelanger Nebel. Die Sonne scheint im Winter sehr selten. Das Meer friert zwar auch im Winter nicht zu, trotzdem liegen häufig Treibeisfelder in dieser Region.
Im September beginnt der Frühling, dann wird es allmählich milder, und die Sonne zeigt sich häufiger. Im November sind die Küsten dann überwiegend eisfrei.
Der Sommer ist nur kurz und mit kaum 10 °C sehr kühl. Auch zu dieser Jahreszeit kann es nachts Frost geben und sogar gelegentlich schneien. Die Gipfel der Berge weiter im Landesinneren sind das ganze Jahr über mit Schnee bedeckt. Der Sommer ist auch die regenärmste Zeit des Jahres. Stürme und starke Niederschläge wie im Winter sind aber auch im Sommer häufig, die Sonne zeigt sich meist nur 5 bis 6 Stunden am Tag. Die häufigste Wetterlage im Sommer sind schnelle Wechsel von Sonnenschein und Bewölkung mit gelegentlichen Regenschauern.
Im März, wenn der Herbst beginnt, wird es wieder kühler und dunkler; im Mai oder Juni fällt meist der erste Schnee.
Im Jahr fallen auf Südgeorgien rund 1500 mm Niederschlag bei rund 165 Regentagen. Die Sonne lässt sich dagegen nur an rund 1200 Stunden im Jahr blicken. Die Wassertemperaturen schwanken meist zwischen 3 und 6 °C.
|                       | Jan | Feb | Mär | Apr | Mai | Jun | Jul | Aug | Sep | Okt | Nov | Dez |   |      |
| Mittl. Tagesmax. (°C) | 9   | 10  | 8   | 6   | 4   | 2   | 2   | 2   | 4   | 6   | 8   | 9   | ⌀ | 5,8  |
| Mittl. Tagesmin. (°C) | 2   | 3   | 1   | 0   | −2  | −3  | −4  | −4  | −2  | −1  | 0   | 1   | ⌀ | −0,8 |
|                       |     |     |     |     |     |     |     |     |     |     |     |     |   |      |
| Niederschlag (mm)     | 118 | 115 | 139 | 126 | 174 | 123 | 113 | 121 | 102 | 89  | 92  | 119 | Σ | 1431 |
|                       |     |     |     |     |     |     |     |     |     |     |     |     |   |      |
| Sonnenstunden (h/d)   | 6   | 5   | 4   | 3   | 1   | 0   | 1   | 2   | 4   | 5   | 6   | 6   | ⌀ | 3,6  |
|                       |     |     |     |     |     |     |     |     |     |     |     |     |   |      |
| Regentage (d)         | 14  | 15  | 15  | 15  | 15  | 13  | 14  | 12  | 10  | 13  | 13  | 14  | Σ | 163  |
|                       |     |     |     |     |     |     |     |     |     |     |     |     |   |      |
| Wassertemperatur (°C) | 6   | 6   | 6   | 6   | 5   | 4   | 3   | 3   | 3   | 3   | 4   | 5   | ⌀ | 4,5  |

| 2 |

| 3 |

| 1 |

| 0 |

| −2 |

| −3 |

| −4 |

| −4 |

| −2 |

| −1 |

| 0 |

| 1 |

| 2 |

| 3 |

| 1 |

| 0 |

| −2 |

| −3 |

| −4 |

| −4 |

| −2 |

| −1 |

| 0 |

| 1 |

## Geschichte

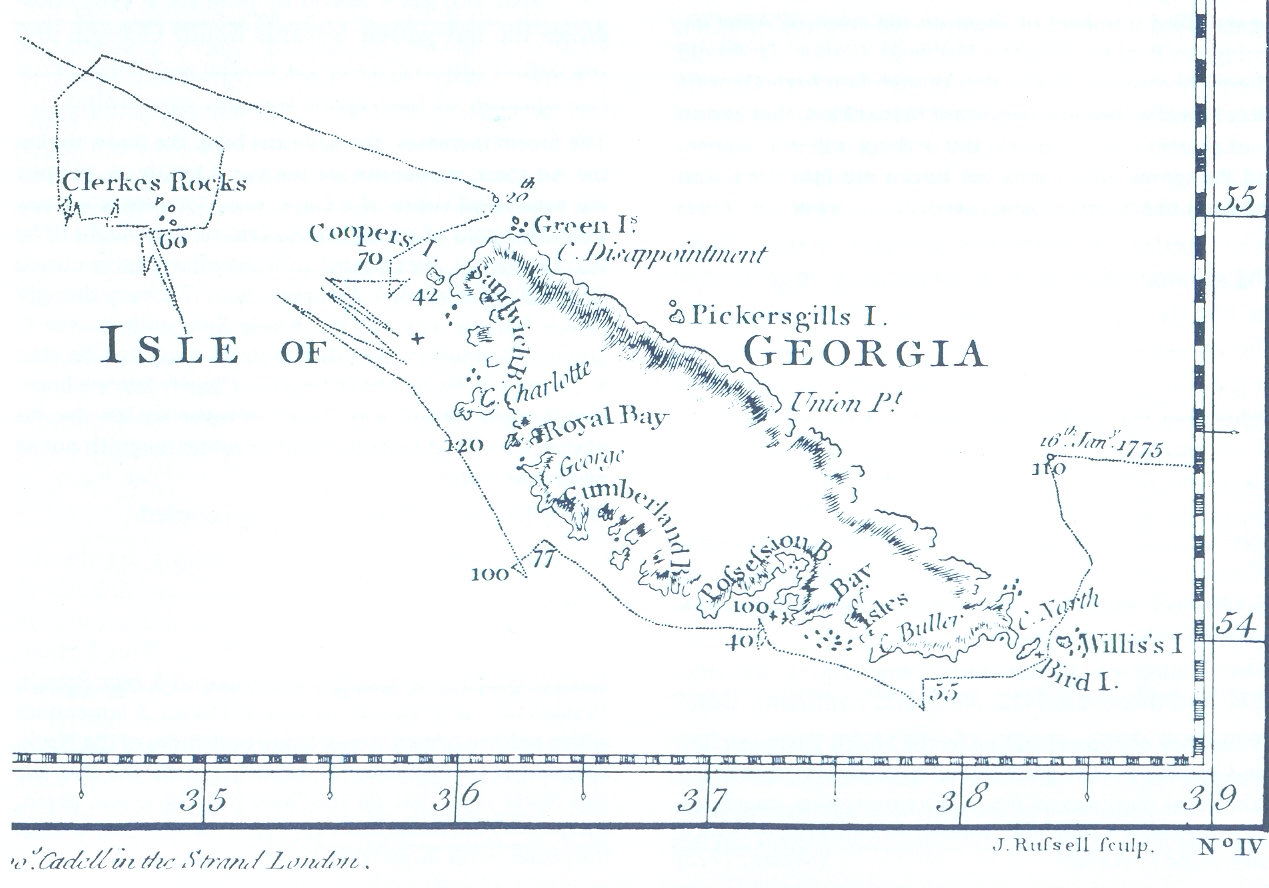
Karte von James Cook (1777)

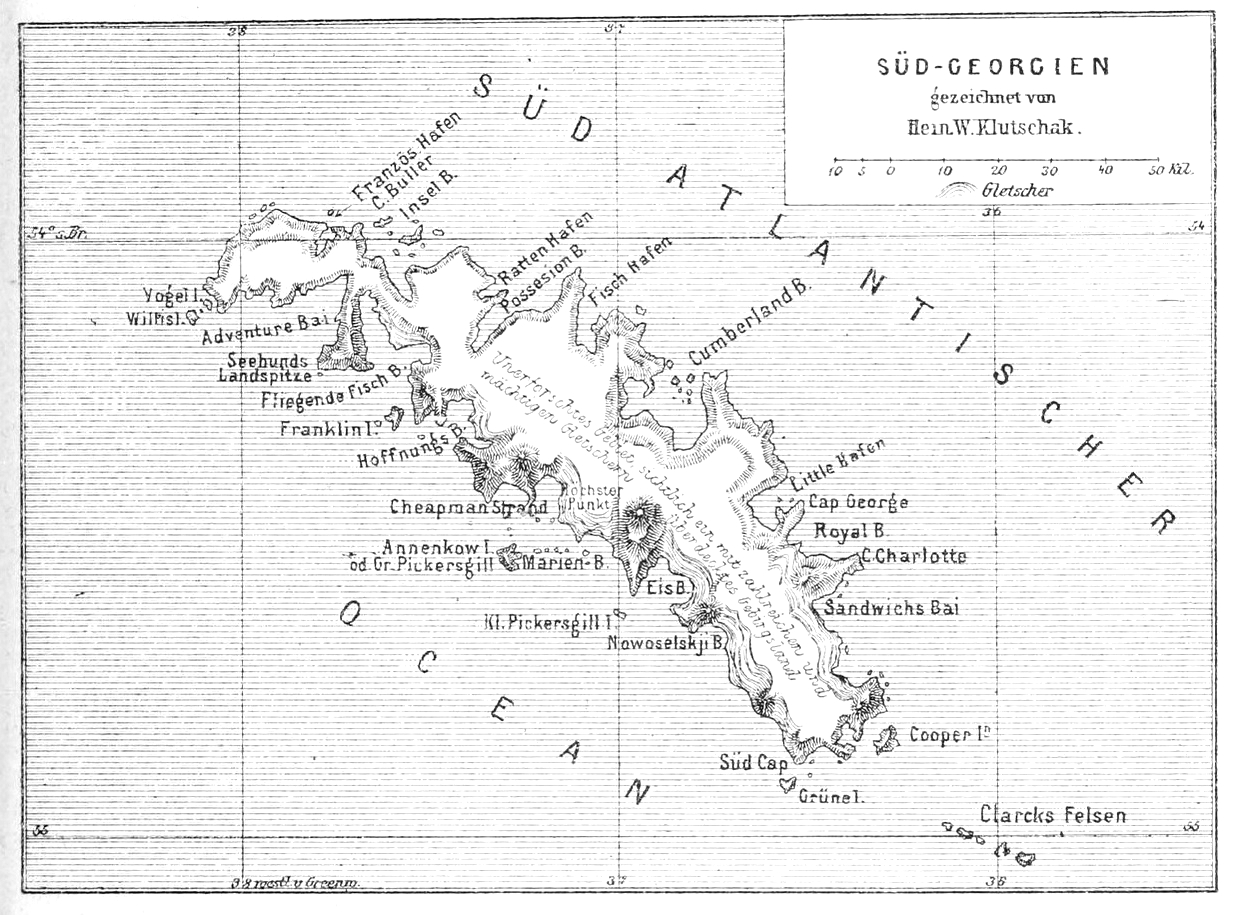
Karte von Heinrich Klutschak (1881)

Wahrscheinlich wurde Südgeorgien bereits im April 1675 von dem englischen Kaufmann Anthony de la Roché entdeckt. Dieser geriet vor Kap Hoorn in schlechtes Wetter und wurde weit vom Kurs abgetrieben. Er sichtete ein weites, gebirgiges Land mit tiefen Buchten, das dann auf einigen historischen Karten als „Roche-Insel“ bezeichnet wurde. Es kann sich der geographischen Lage wegen nur um Südgeorgien gehandelt haben.
1756 wurde die Insel vom französischen Seefahrer Nicolas Pierre Duclos-Guyot (1722–1794) entdeckt. 1775 sichtete sie der englische Seefahrer James Cook erneut, landete dabei am 17. Januar an Bord der HMS Resolution in einer Bucht und benannte diese kurzerhand „Possession Bay“. Cook kartographierte einen Teil der Küstenlinie und segelte weiter bis zur Südspitze der Insel, die er dann „Cape Disappointment“ nannte, weil ihm nun klar wurde, dass diese Insel (Südgeorgien) nicht der antarktische Kontinent sein konnte, nach dem er eigentlich suchte. Cook nannte die Insel alsdann „Isle of Georgia“, zu Ehren des Königs Georg III.
Im südlichen Sommer 1877/78 umrundete Heinrich Klutschak Südgeorgien auf dem Robbenfänger Flying Fish und erstellte eine verbesserte Karte der Insel, wahrscheinlich die vierte nach James Cook, Issac Pendleton (1777–1804) und Fabian von Bellingshausen.

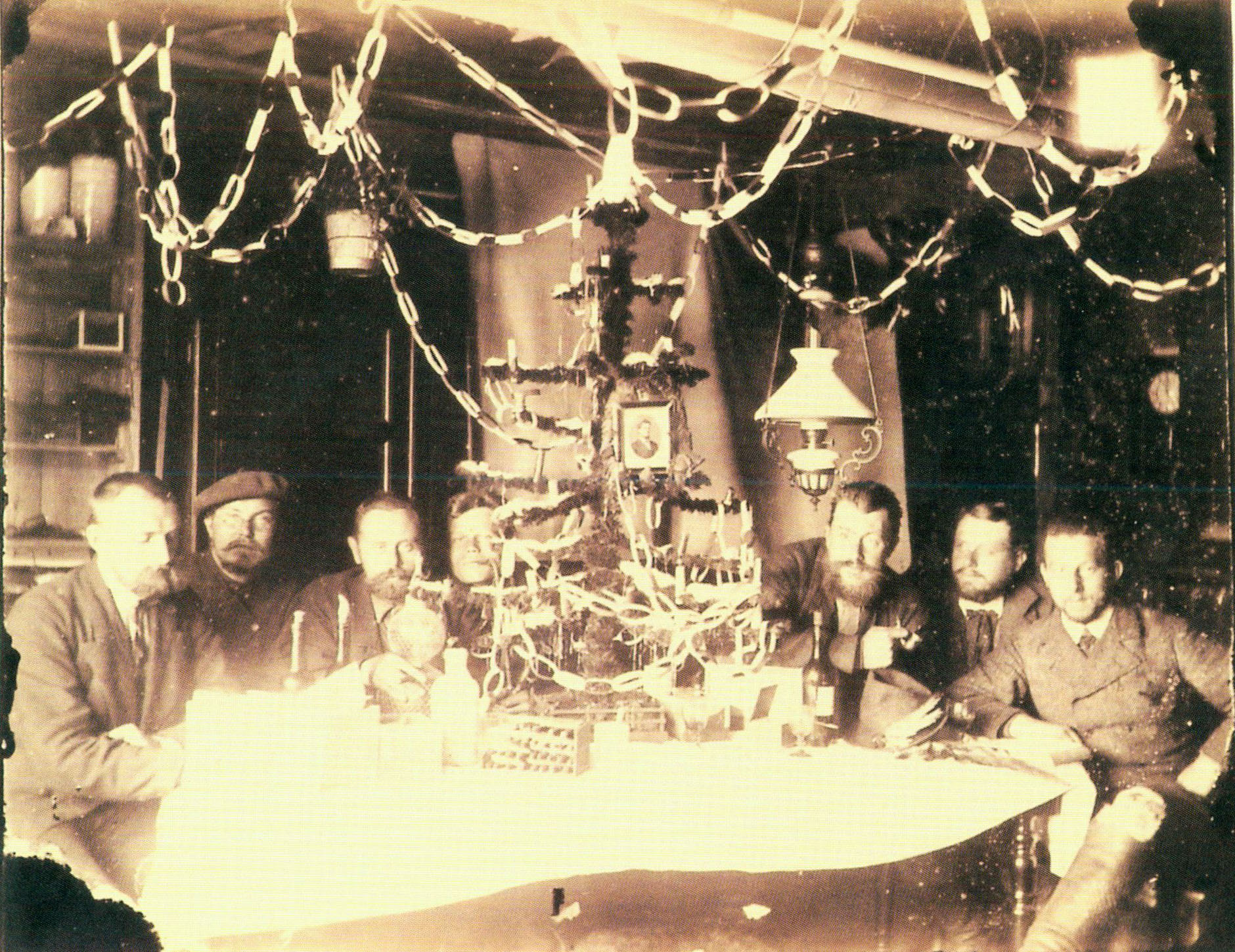
Weihnachten 1882 in der Station der Deutschen Polar-Kommission in Süd-Georgien: Schrader, Vogel, von den Steinen, Mechaniker Zschau, Ingenieur Mosthaff, Will, Clauss

Im Zuge des ersten Internationalen Polarjahrs vom 1. August 1882 bis 31. August 1883 wurde auf Südgeorgien im Moltke-Hafen in der Royal Bay eine Forschungsstation errichtet. Ziel dieser Internationalen Polarjahr-Expedition auf Südgeorgien war die Ermittlung von Klima- und geophysikalischen Daten durch gleichzeitige meteorologische, magnetische und Bodenmessungen. Zusätzliches Ziel der Forschungsreise war die Beobachtung des sehr seltenen Venustransits vor der Sonne am 6. Dezember 1882. Die Expedition unter Leitung von Carl Schrader sowie den Mitgliedern Karl von den Steinen (Arzt und Ethnologe), Peter Vogel (Mathematiker), Otto Clauss (Astronom und Physiker; 1858–1891), Hermann Will (Botaniker und geologischer Sammler) und Eugen Mosthaff (Ingenieur und Maler) bestand zudem jeweils aus einem Mechaniker, Koch, Tischler, Segelmacher und Bootsmann. Die Mitglieder erreichten am 12. August 1882 auf der Moltke unter Kapitän Pirner zum ersten Mal Südgeorgien. Nach acht Tagen mit schlechten Wetterbedingungen erreichten sie einen geeigneten weitläufigen Hafen in der Royal Bay an der Nordostküste der Insel. Dort errichteten sie mit Hilfe von 100 Seeleuten die Materiallager und brachten 40 Tonnen Kohle an Land. Zudem errichteten sie Holzhütten, das Observatorium zur Beobachtung des Venustransits, Schuppen für die Geräte und einen Stall für drei Rinder, siebzehn Schafe und neun Ziegen. Am 3. September waren die Vorbereitungen abgeschlossen. Im Anschluss verließ Kapitän Pirner mit der S.M.S Moltke die Insel. Während des folgenden Jahres erfolgten geregelte meteorologische Beobachtungen, Messungen des Magnetismus und astronomische Beobachtungen. Das Ufer der Royal Bay und die äußere Küste zum Norden wurden erforscht. Zudem erfolgten kleinere Bergbesteigungen und Besichtigungen zweier großer Gletscher, die in die Royal Bay münden. Am 1. September 1883 lief die Korvette Marie unter Kapitän Krokisius in den Hafen in der Royal Bay ein. Am 6. September 1883 verließ die Expedition auf der Marie die Insel in Richtung Montevideo.
Von Anfang des 19. Jahrhunderts bis Mitte des 20. Jahrhunderts diente Südgeorgien vornehmlich Robben- und Walfängern als Landstützpunkt.
Ernest Henry Shackleton, der britische Polarforscher, erreichte Südgeorgien am Ende der dramatisch gescheiterten Expedition Endurance. Sein Schiff, die Endurance, war im Packeis zerdrückt worden, und die Mannschaft konnte sich über das Eis nach Elephant Island retten. Sechs Männer segelten im Rettungsboot James Caird an die Südküste Südgeorgiens. Shackleton überquerte die Gletscher zu Fuß und traf am 20. Mai 1916 in Stromness ein. Anschließend gelang es ihm, die Rettung der gesamten Mannschaft zu organisieren.
1928 kamen Ludwig Kohl-Larsen, seine Frau Margit Larsen und der Kameramann Albert Benitz zur weiteren wissenschaftlichen Erkundung der Insel. Nach Kohl-Larsen ist das Kohl-Plateau benannt.
Während des Falklandkrieges war Südgeorgien kurzzeitig unter argentinischer Besatzung. Ab Mitte März 1982 waren argentinische Soldaten auf der Insel. Am 25. April 1982 wurden die Inseln von der Royal Navy und Landungstruppen zurückerobert.
Im November 2020 trieb der 3500 Quadratkilometer große Eisberg A-68 von der Antarktis in Richtung Südgeorgien. Er erreichte Mitte Dezember 2020 den Schelf etwa 80 km südwestlich der Insel, zerbrach dann jedoch und befand sich im Februar 2021 wieder südlicher – 225 Kilometer von Südgeorgien entfernt.
Am 1. März 2025 ist der Eisberg A-23 A, der sich seit 2024 ebenfalls auf Südgeorgien zubewegte, auf Grund gelaufen und hängt circa 73 Kilometer vor Südgeorgien fest.

## Wirtschaftliche Nutzung der Insel
Bereits die Aufzeichnungen James Cooks enthielten Hinweise auf die Existenz von Abermillionen Ohrenrobben an den Küsten der Insel. Robbenfelle waren eine begehrte Ware. Daher suchten Robbenjäger, die diesen Tieren ab dem späten 18. Jahrhundert bereits an den Küsten Patagoniens und auf den Falklandinseln nachgestellt hatten, bald auch die entfernter liegende Insel Südgeorgien auf. Bis 1880 waren infolge übermäßiger Bejagung über zehn Millionen Robben gejagt und ihr Bestand so weit dezimiert, dass die Jagd danach unwirtschaftlich wurde.
Die nächste Tierpopulation, die bejagt und dezimiert wurde, waren die See-Elefanten, aus deren Körpern sich Öl gewinnen ließ. Die dafür notwendigen Öfen wurden mit dem Fett von Pinguinen angeheizt. Gegen Ende des 19. Jahrhunderts versiegte auch diese anfangs profitable Quelle.
Es folgte die Zeit der Walfänger, die die erste wirkliche Besiedlung der Insel auslöste. 1904 wurde Grytviken als erster Stützpunkt norwegischer Walfänger gegründet. Es folgte ein sechs Jahrzehnte andauernder Vernichtungszug, der seitens der Fischereinationen Norwegen, Großbritannien, Russland, Japan und USA betrieben wurde, bis die Fangzahlen immer kleiner und gleichzeitig die Erträge immer geringer wurden. Mitte der 1960er Jahre war der Walfang unrentabel, die ständige Besiedlung der Insel wurde aufgegeben. Zurück blieben in verschiedenen Buchten der Nordküste Unmengen an Wracks und rostigem Schrott. Dieser wiederum animierte argentinische Schrottverwerter im März 1982 die Insel illegal aufzusuchen, sie zum argentinischen Territorium zu erklären, was durch Einheiten der argentinischen Armee begleitet wurde. Am 25. April desselben Jahres griffen englische Truppen die argentinischen Schiffe an, versenkten mehrere und eroberten Südgeorgien zurück. Das Aufkommen an Schrott hat sich dadurch noch einmal vergrößert.

### Walfangstationen
Vom Alltagsleben in den Walfangstationen zeugen einzelne Dokumente. In Anbetracht der extremen Abgelegenheit des Wohnplatzes, der harten Arbeit, der rauen Witterung und extrem kurzer Taghelle in den Wintermonaten Mai bis August wurde den beschränkten Freizeitmöglichkeiten in den Walfangstationen eine gewisse Aufmerksamkeit zugemessen. Drei Einrichtungen galten als wesentlich: die Fußballwiese, die Bibliothek und das Kino (‘World’s Most Southerly Cinema…’). Für die Kinos wurden in den Stationen eigene Gebäude errichtet. Die Filme wurden aus Norwegen und den Niederlanden auf dem Seewege hin- und hergeschickt und stationsübergreifend ausgetauscht. Für die Instandhaltung der Gebäude galt das Prinzip: ’…Each man takes a turn to keep the building in a proper state of cleanliness…’. Nach Aufgabe der Wohnplätze waren die Kinos dem Verfall preisgegeben und sind inzwischen zerstört.
In der Zeit der Walfangindustrie wurden folgende Orte (von Nord nach Süd) gegründet und wieder verlassen:
- Prince Olav Harbour (1911–1934)
- Leith Harbour (1909–1965)
- Stromness (1907–1931)
- Husvik (1907–1960, nicht genutzt von 1930–1945)
- Grytviken (1904–1965)
- Godthul (1908–1929)
- Ocean Harbour (1909–1920)

### Heutige Nutzung
Seit dem Niedergang der Walfangindustrie auf Südgeorgien sind die wichtigsten Wirtschaftszweige der Insel die Hochseefischerei und der Tourismus, wobei die in der Fischereizone der Insel arbeitenden Trawler die Insel selbst allerdings in der Regel nicht anlaufen. Beim Tourismus handelt es sich insbesondere um Expeditionskreuzfahrtschiffe, die Südgeorgien auf dem Weg in die Antarktis anlaufen.